# Half Crown
Half Crown (halbe Krone) war die englische Bezeichnung für eine Silbermünze zu 2 Shilling und 6 Pence (geschrieben 2/6, gesprochen two and six, entspricht 30 Pence = 2 1⁄2 Shilling = 1⁄8 Pfund Sterling).
Die ersten Half-Crowns wurden 1549 unter der Herrschaft von Edward VI. geprägt. Erst ab 1893 trugen die Münzen die Wertbezeichnung Half Crown. Die Münze hatte ein Gewicht von 14,138 g, die Hälfte der gleichzeitig eingeführten Silber-Crown. Ihr Feingehalt betrug zunächst 925/1000, ab 1920 nur noch 500/1000. 1947 wurde die Silbermünze durch eine Kupfernickelmünze ersetzt. 1967 wurden die letzten Half Crowns geprägt. Mit einem Wert von 12,5 New Pence entsprachen sie keiner der 1971 neu eingeführten Münzen des Dezimalsystems und wurden deshalb bereits ein Jahr vor der Umstellung aus dem Verkehr gezogen.

## Galerie

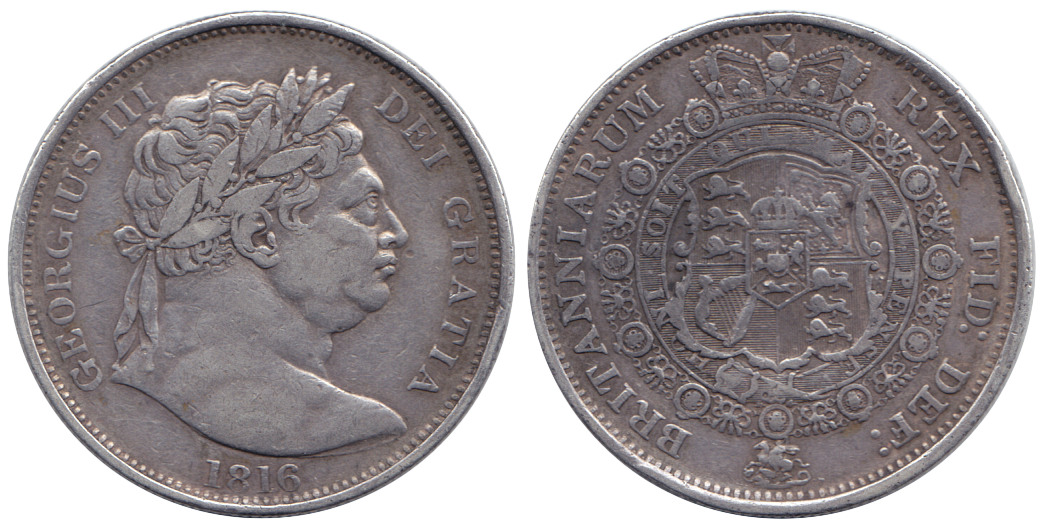
1816 George III Half Crown Silbermünze.
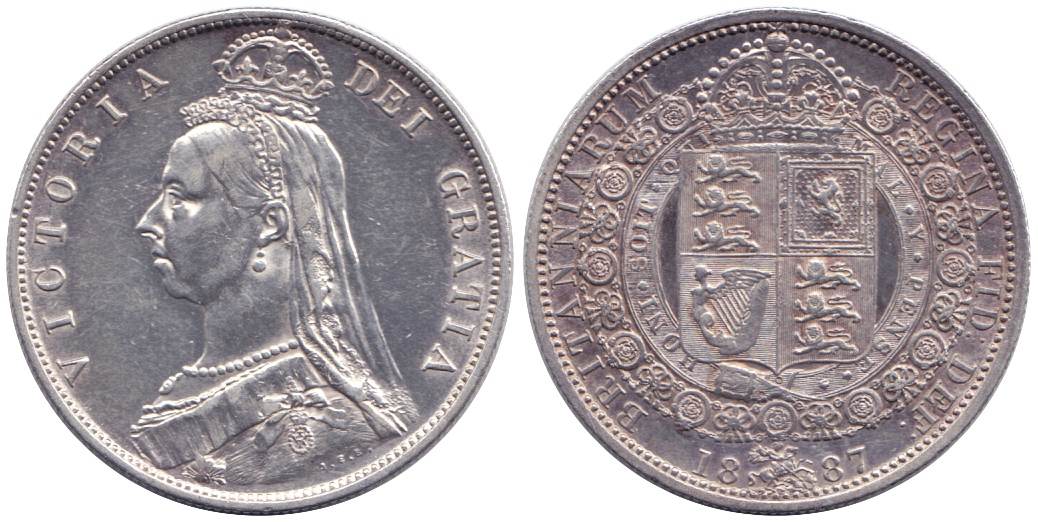
1887 Victoria Half Crown Silbermünze.
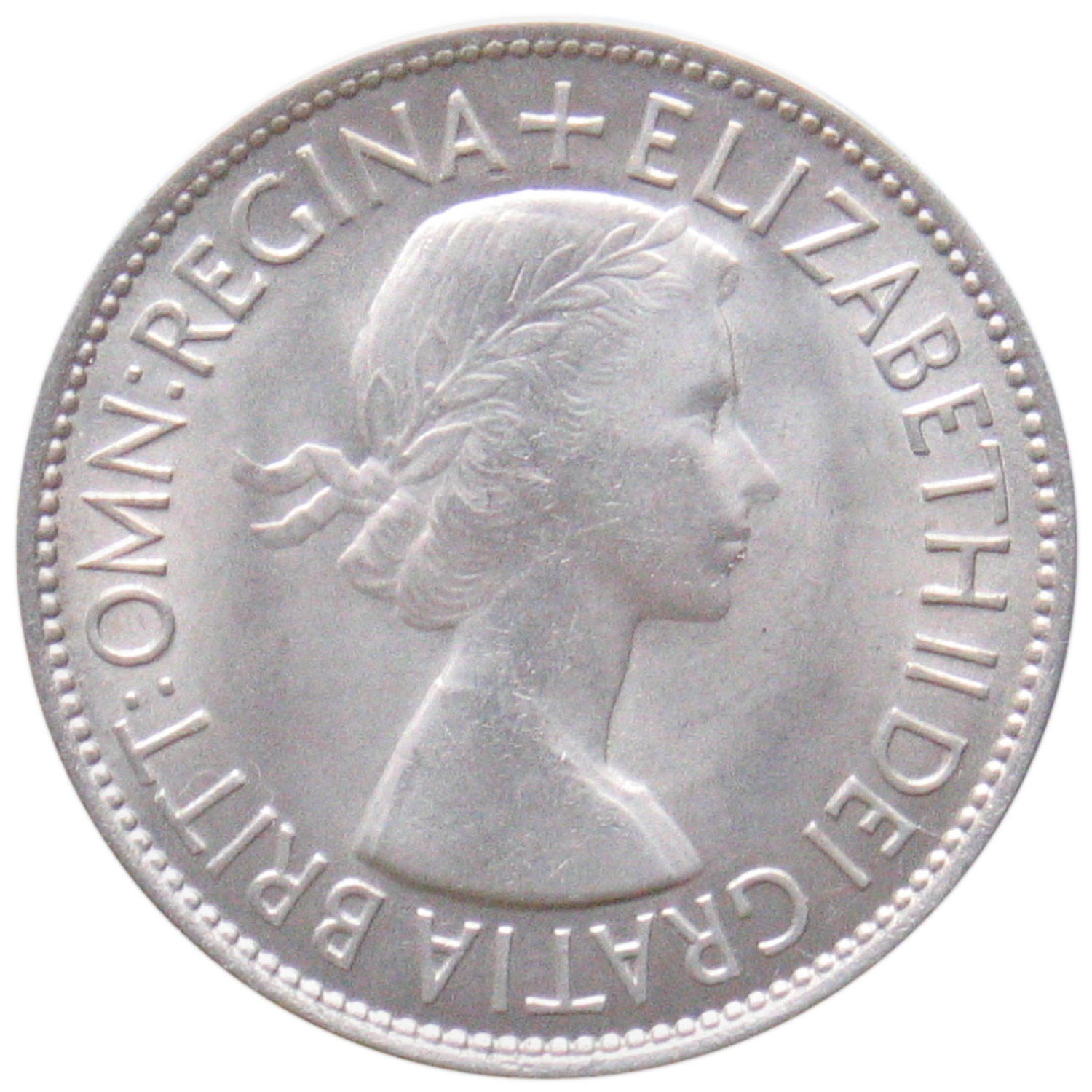
Vorderseite einer Half-Crown-Münze von 1953.
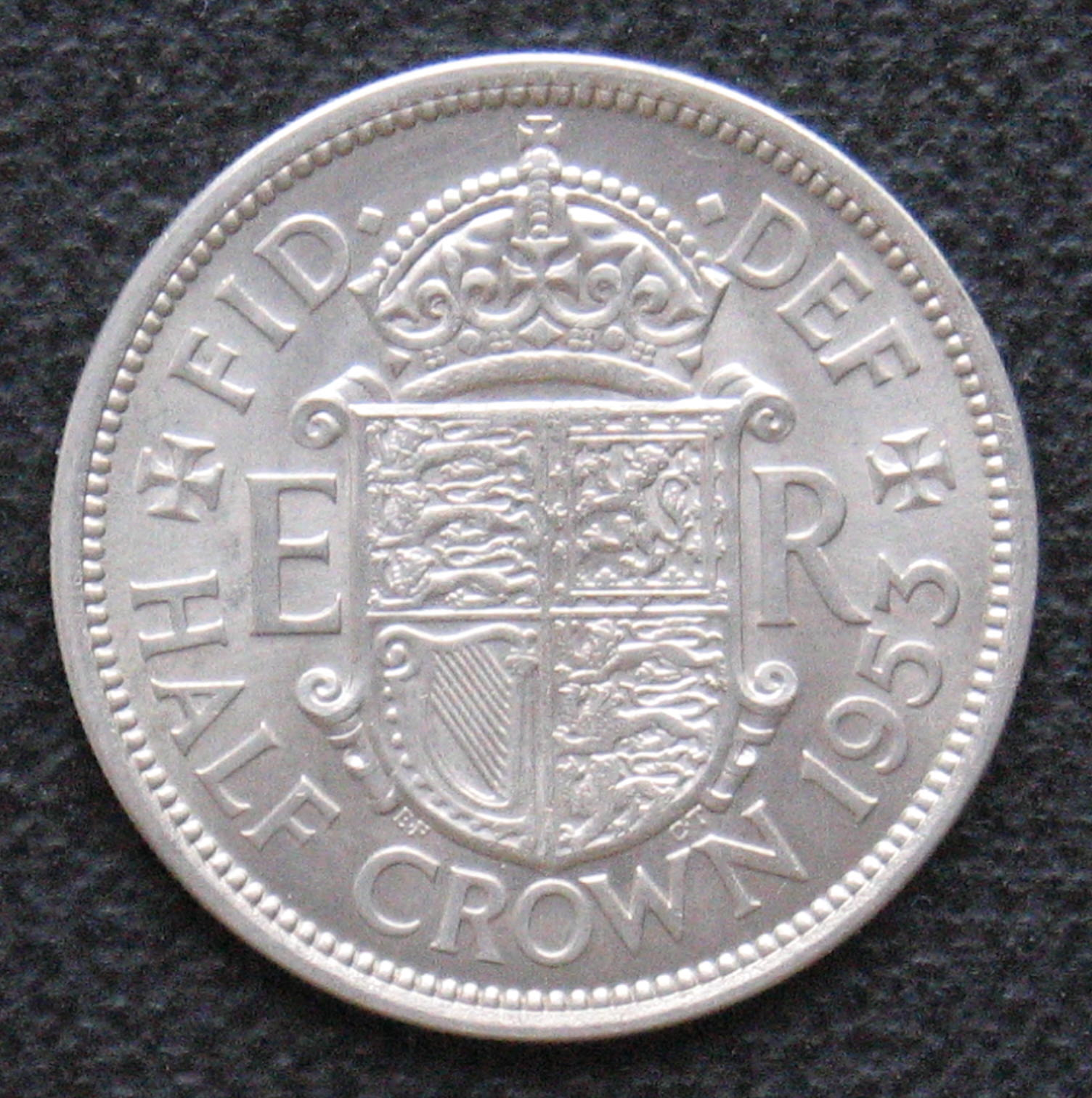
Rückseite einer Half-Crown-Münze von 1953.